# Dom Guião
Dom Guião, também referido como Gaiam ou Guiã, foi o primeiro alcaide-mor cristão de Santarém após a Reconquista, nomeado por D. Afonso Henriques. Notório por sua administração severa, ficou conhecido pelo epíteto "Ladrão Gaiam" nas crônicas medievais.

## Biografia

### Nomeação e governo
Dom Guião assumiu o cargo de alcaide-mor cerca de 1152, cinco anos após a conquista de Santarém em 1147. Sua principal missão era consolidar o domínio cristão na estratégica cidade ribeirinha, então com população mista (cristãos, muçulmanos e judeus).

### Políticas controversas
As fontes documentais revelam:
- Confisco sistemático de terras a mouros derrotados[2]
- Estabelecimento de tributos pesados sobre a população não-cristã
- Doações generosas à Ordem dos Templários (como a herdade de Leirena em 1152)[3]

## Lendas e cultura popular
A memória popular associou Dom Guião a várias lendas:
- Torre de Murta/Langalhão: Crônicas do século XVI descrevem uma torre onde "um gigante alcaide" aprisionava inimigos[4]
- Rapto de donzelas: Tradições orais mencionam seu suposto hábito de sequestrar mulheres mouras
- Fantasma da alcáçova: Lendas urbanas ainda o descrevem como assombração em Santarém

## Legado
- Hospital de Dom Gaião: Sua fundação piedosa foi disputada por nobres no século XV[5]
- Memória histórica: A ambiguidade de seu governo - entre a eficácia militar e a crueldade - faz dele figura emblemática da Reconquista